# Életünk története
A Életünk története egy talk show, ami az RTL-en látható vasárnap esténként. A műsorban hírességeket maszkíroznak el, először 20 (a 2. évadban 30), majd 40 (a 2. évadban 60) évet öregítenek rajtuk.
A műsorvezető Friderikusz Sándor volt.

## Évadok
| Évad | Évad | Részek száma | Részek száma | Eredeti sugárzás  | Eredeti sugárzás   | Eredeti adó |
| Évad | Évad | Részek száma | Részek száma | Évadbemutató      | Évadzáró           | Eredeti adó |
| ---- | ---- | ------------ | ------------ | ----------------- | ------------------ | ----------- |
|      | 1.   | 6            | 6            | 2020. november 1. | 2020. december 6.  |             |
|      | 2.   | 6            | 6            | 2021. március 1.  | 2021. április 19.  |             |
|      | 3.   | 6            | 6            | 2021. október 9.  | 2021. november 13. |             |

## Vendégek

### Első évad (2020)
| Sor. | Adás | Időpont            | Vendég                             |
| ---- | ---- | ------------------ | ---------------------------------- |
| 1.   | 1.   | 2020. november 1.  | Schobert Norbert és Rubint Réka    |
| 2.   | 2.   | 2020. november 8.  | Nagy Ervin és Borbély Alexandra    |
| 3.   | 3.   | 2020. november 15. | Gáspár Laci és Gáspár Niki         |
| 4.   | 4.   | 2020. november 22. | Peller Anna és Peller Mariann      |
| 5.   | 5.   | 2020. november 29  | Balsai Móni és Ujj Mészáros Károly |
| 6.   | 6.   | 2020. december 6.  | Járai Máté és Járai Kíra           |

### Második évad (2021)
| Sor. | Adás | Időpont           | Vendég                                 |
| ---- | ---- | ----------------- | -------------------------------------- |
| 7.   | 1.   | 2021. március 1.  | Csobot Adél és Istenes Bence           |
| 8.   | 2.   | 2021. március 8.  | Nagy Zsolt és Oltai Kata               |
| 9.   | 3.   | 2021. március 22. | Rácz Jenő és Gyuricza Dóra             |
| 10.  | 4.   | 2021. március 29. | Cseh László és Cseh Diána              |
| 11.  | 5.   | 2021. április 12. | Gallusz Nikolett és Bártfai Laura      |
| 12.  | 6.   | 2021. április 19. | Czutor Zoltán és Czutor-Kilián Zsanett |

### Harmadik évad (2021)
| Sor. | Adás | Időpont            | Vendég                                        |
| ---- | ---- | ------------------ | --------------------------------------------- |
| 13.  | 1.   | 2021. október 9.   | Puskás-Dallos Péter és Puskás-Dallos Boglárka |
| 14.  | 2.   | 2021. október 16.  | Szinetár Dóra és Lőcsei Márton                |
| 15.  | 3.   | 2021. október 23.  | Horváth Tamás és Péterfi Andrea               |
| 16.  | 4.   | 2021. október 30.  | Vastag Csaba és Vastag Tamás                  |
| 17.  | 5.   | 2021. november 6.  | Gryllus Dorka és Simon Kornél                 |
| 18.  | 6.   | 2021. november 13. | Karafiáth Orsolya és Karafiáth Metta          |